# Danimarca all'Eurovision Choir
La Danimarca ha partecipato all'Eurovision Choir of the Year nel 2017, insieme ad altre 8 nazioni aspiranti.
L'emittente televisiva danese DR è responsabile per le partecipazioni alla competizione corale.
Nel 2019, alla sua seconda partecipazione, ottiene la sua prima vittoria.

## Partecipazioni
- Primo posto
- Secondo posto
- Terzo posto

| Anno | Coro                     | Lingua          | Brano/i                       | Posizione |
| ---- | ------------------------ | --------------- | ----------------------------- | --------- |
| 2017 | Academic Choir of Aarhus | Danese          | I Seraillets Have Wiigen-Lied | NF        |
| 2019 | Vocal Line               | Inglese, Danese | True North Viola              | 1°        |

## Direttori
Le persone che hanno condotto i cori durante la manifestazione:
- 2017: Ole Faurschou
- 2019: Jens Johansen